# Astragalus imbecillus
Astragalus imbecillus är en ärtväxtart som beskrevs av Maassoumi och Dieter Podlech. Astragalus imbecillus ingår i släktet vedlar, och familjen ärtväxter. Inga underarter finns listade i Catalogue of Life.